# لئوناردو والنسیا
لئوناردو فلیپه والنسیا روسل (اسپانیایی: Leonardo Felipe Valencia Rossel‎؛ زادهٔ ۲۵ آوریل ۱۹۹۱) بازیکن فوتبال اهل شیلی است.

## باشگاهی
از باشگاه‌هایی که در آن بازی کرده‌است می‌توان به یونیورسیداد شیلی و بوتافوگو اشاره کرد.

## تیم ملی
وی همچنین در تیم ملی فوتبال شیلی بازی کرده‌است.